# Eideard Gordon
Eideard Gordon Kirkpatrick fue un famoso pintor escocés nacido en la ciudad de Edimburgo, ganador del Premio Nacional de Pintura por su más famosa obra titulada: "Antes de la captura". 

## Biografía
Nació el 4 de mayo de 1915. Su madre se llamaba Melva Kirkpatrick y su padre Logan Gordon, un adinerado ingeniero. Tenía dos hermanos mayores: Cameron y Lennon. Eideard logró hacer un bachillerato en arte en la Universidad de Edimburgo en Escocia. A Eideard siempre le apasionó pintar desde que era muy pequeño y sus padres siempre lo apoyaron con ese sueño desde un principio. Además, siempre en la escuela se destacaba en pintar y participaba en competencias de dibujos y pintura. Más tarde empezó a hacer cuadros con los que obtenía dinero para pagar sus gastos universitarios. En esta época fue cuando se dio a conocer. Sus obras destacaban por estar estrechamente relacionadas con la mujer, la violencia y las marcas del sufrimiento y el dolor. 
En 1960, ganó el Premio Nacional de Pintura por su obra más famosa: "Antes de la captura". 
Falleció el 7 de febrero de 1980 a causa de un infarto. 

## Obras notables
- ”La mujer recostada de lado"
- "Seducción"
- "Unión"